# Lamitz (Köditz)
Lamitz ist ein Gemeindeteil der Gemeinde Köditz im Landkreis Hof (Oberfranken, Bayern). Lamitz liegt in der Gemarkung Joditz.

## Geografie
Das Dorf liegt auf freier Flur auf einem Höhenzug des Frankenwaldes an einem namenlosen linken Zufluss der Sächsischen Saale. Im Süden befindet sich die Birkenleite; das Gelände fällt schroff ins Saaletal ab. Die Staatsstraße 2192 führt nach Untertiefengrün (2,3 km nördlich) bzw. nach Joditz (1,5 km südöstlich). Ein Anliegerweg führt zur Lamitzmühle (1,4 km östlich).

## Geschichte
Der Ort wurde im Jahr 1390 als „Lomnitz“ erstmals urkundlich erwähnt. Der Ort bestand damals aus acht Anwesen, die den Herren von Berg gehörten. Gegen Ende des 18. Jahrhunderts gab es in Lamitz aus elf Anwesen. Die Hochgerichtsbarkeit hatte das bayreuthische Stadtvogteiamt Hof. Grundherren waren das Kastenamt Hof (2 Anwesen), die Herren von Dobeneck (2 Anwesen), die Herren von Oertel (1 Mühle), das Haus Reuß (1 Anwesen) und die Herren Sichart von Sichartshoff (7 Anwesen).
Von 1797 bis 1810 unterstand Lamitz dem Justiz- und Kammeramt Hof. Infolge des Ersten Gemeindeedikts wurde Lamitz dem 1812 gebildeten Steuerdistrikt Joditz und der zugleich entstandenen Ruralgemeinde Joditz zugewiesen. Am 1. Mai 1978 wurde Lamitz im Zuge der Gebietsreform in Bayern nach Köditz eingemeindet.

### Baudenkmäler
- Kelleranlage[9]

### Einwohnerentwicklung
| Jahr      | 00 1799 | 001819 | 001861 | 001871 | 001885 | 001900 | 001925 | 001950 | 001961 | 001970 | 001987 |
| Einwohner | 67      | *      | 106    | 91     | 99     | 82     | 90     | 126    | 104    | 105    | 87     |
| Häuser    | 11      |        |        |        | 15     | 14     | 13     | 20     | 21     |        | 25     |
| Quelle    | [ 6 ]   | [ 7 ]  | [ 11 ] | [ 12 ] | [ 13 ] | [ 14 ] | [ 15 ] | [ 16 ] | [ 17 ] | [ 18 ] | [ 1 ]  |

## Religion
Lamitz ist seit der Reformation evangelisch-lutherisch geprägt und bis heute nach St. Johannes (Joditz) gepfarrt.